# Combiné nordique sur tremplin normal aux Jeux olympiques de 2014
Pour des articles plus généraux, voir Combiné nordique aux Jeux olympiques de 2014 et Jeux olympiques d'hiver de 2014.
Vous lisez un « bon article » labellisé en 2016.
Navigation
Vancouver 2010 Pyeongchang 2018
L'épreuve individuelle de combiné nordique aux Jeux olympiques de 2014 sur le tremplin normal a lieu le 12 février 2014 à RusSki Gorki.
Quarante-six athlètes participent à cette compétition. Le leader de la coupe du monde, Eric Frenzel est le grand favori. Frenzel réalise le plus long saut du concours (103,0 m) et s'élance en tête lors de la course de fond. Il mène toute la course de fond et résiste au retour d'Akito Watabe et Magnus Krog qui terminent respectivement deuxième et troisième.

## Organisation

### Site

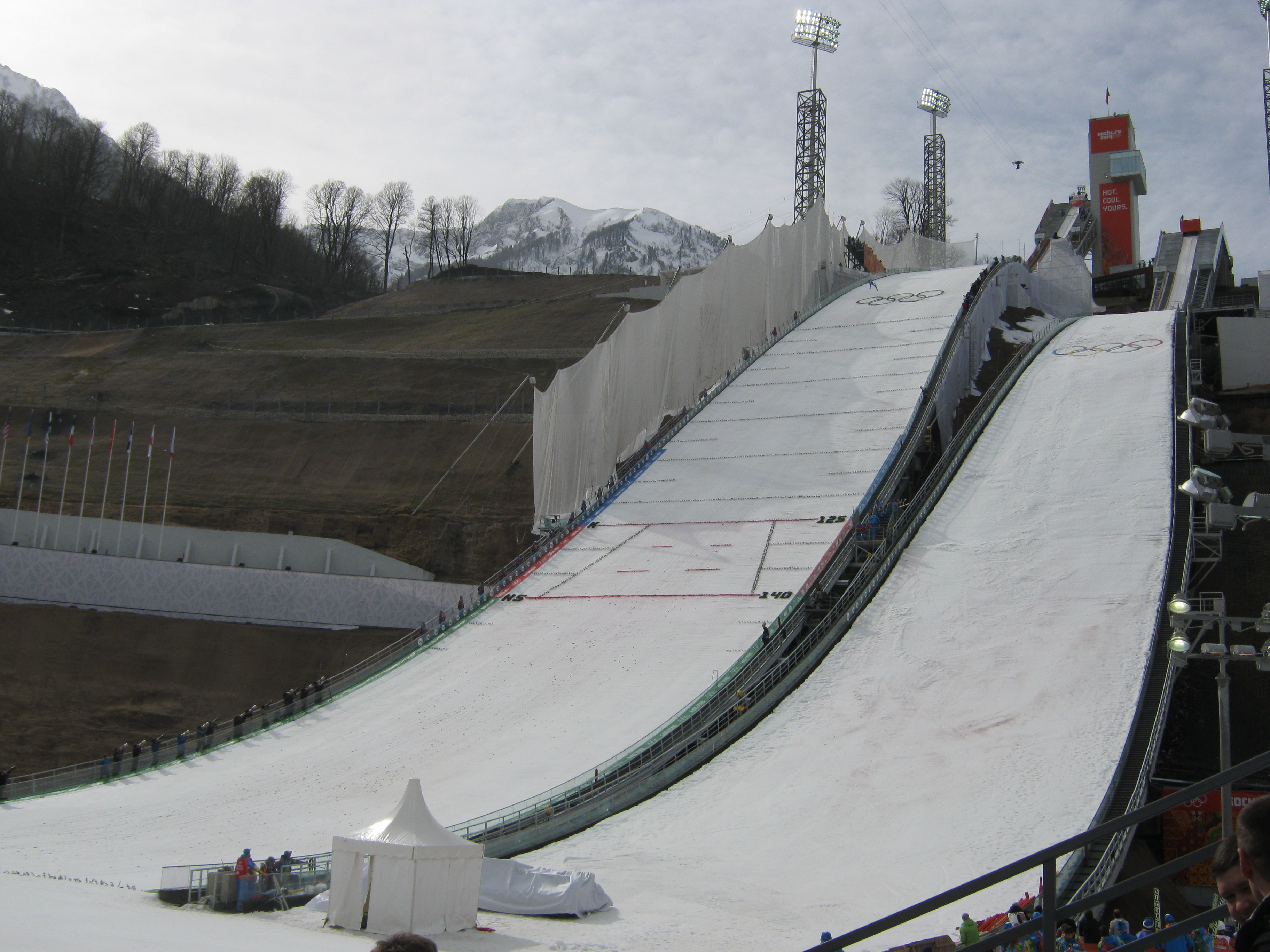
Le K 125 à gauche, le K 95 à droite.

Le saut à ski a lieu sur le tremplin Russki Gorki qui est situé à Krasnaïa Poliana. Le tremplin a été construit pour cette édition des jeux olympiques. La construction du tremplin a coûté 50 millions d'euros. Le stade dispose de cinq tremplins : K 125, K 95, K 72, K 45 et K 25. La capacité du stade est de 7 500 spectateurs,. Le ski de fond se déroule à proximité du tremplin. Le point le plus bas du parcours de ski de fond se situe à 615 m et le plus haut à 665 m. Deux épreuves de la coupe du monde de combiné nordique ont eu lieu sur ce tremplin en février 2013.

### Calendrier
La partie du saut à ski commence à 13h30 heure locale (UTC+3). La course de ski de fond commence à 16h30.
| Date            | Épreuve     | Horaire | Horaire |
| --------------- | ----------- | ------- | ------- |
| 12 février 2014 | Saut à ski  | 13:30   |         |
| 12 février 2014 | Ski de fond | 16:30   |         |

### Format de l'épreuve
L'épreuve commence par un saut sur le tremplin dit « normal » d'un point K de 95 mètres et d'une taille de 106 mètres. Les différences de points sont ensuite converties en secondes selon le tableau de Gundersen, un point valant quatre secondes,. Les athlètes partent selon le classement du saut dans la course de ski de fond de 10 km — ils parcourent quatre fois une boucle de 2,5 kilomètres — et l'arrivée de cette course détermine le classement final,.

## Athlètes
Eric Frenzel est le grand favori de l'épreuve du fait de son statut de leader de la coupe du monde,,,.
Les autres favoris de l'épreuve sont Jason Lamy-Chappuis,, Magnus Moan, et Mikko Kokslien. Alessandro Pittin, Akito Watabe et Håvard Klemetsen sont des outsiders,,. Un temps considéré comme un outsider, Bernhard Gruber ne participe pas à cette épreuve et il est remplacé par Wilhelm Denifl. La Norvège, qui fait partie des pays ne pouvant aligner que quatre athlètes sur les cinq composant sa délégation, choisit Mikko Kokslien aux dépens de Jørgen Graabak.
Quarante-six athlètes de 15 pays participent à la compétition.

## Récit de l'épreuve
Les conditions sont idéales pour le saut : le temps est ensoleillé et le vent est très faible. La température dépasse les 15° dans certains endroits lors du ski de fond ce qui a un impact sur la neige et la glisse.

### Saut à ski
Eric Frenzel domine le concours de saut avec un saut de 103 m. Il devance Akito Watabe, qui saute à 100,5 m et qui obtient les meilleures notes de style. À une trentaine de secondes du leader, plusieurs athlètes sont très proches dont Jason Lamy-Chappuis et Tino Edelmann. Magnus Moan est à 48 s, Fabian Riessle à 1 min 0 s, Magnus Krog à 1 min 3 s et Alessandro Pittin à 1 min 12 s. Jason Lamy-Chappuis espère que la course de fond va lui permettre de revenir sur Akito Watabe et Eric Frenzel. Todd Lodwick renonce après le saut à cause d'une blessure à l'épaule.

### Ski de fond
Lors de la course de fond, Akito Watabe rejoint après 1,5 km Eric Frenzel en tête. Après 4 km, le duo d'Akito Watabe et Eric Frenzel dispose d'une vingtaine de secondes d'avance sur un groupe d'une quinzaine de concurrents. Jason Lamy-Chappuis et Maxime Laheurte sont lâchés du groupe de poursuivants. Après 7,5 km, le duo de tête dispose de 14 s d'avance sur un groupe de huit poursuivants. Eric Frenzel domine Akito Watabe au sprint. Pour la médaille de bronze, Magnus Krog accélère, il est suivi par Alessandro Pittin et Magnus Moan est lâché. Magnus Krog domine Alessandro Pittin au sprint et il remporte la médaille de bronze. Jason Lamy-Chappuis, un des favoris et champion olympique en titre, termine 35e. Le Russe Evgeni Klimov, troisième après le saut, réalise le moins bon temps de la course de ski de fond et se classe au dernier rang.
Eric Frenzel est le cinquième Allemand à remporter un titre olympique en individuel en combiné nordique après Georg Thoma (1960), Franz Keller (1968), Ulrich Wehling (1972, 1976, 1980) et Georg Hettich (2006).

## Réactions
Jason Lamy-Chappuis explique son mauvais résultat par « un mélange de physique et de mauvais choix tactique au niveau du ski ». Eric Frenzel est très heureux de sa victoire,,. Akito Watabe déclare qu'il n'avait aucune chance car il était très fatigué après la montée , mais qu'il est heureux de son résultat. Magnus Krog est très heureux de sa troisième place,,. Håvard Klemetsen est déçu de sa 10e place. Magnus Moan est également déçu de sa 5e place. Il a déclaré qu'il était en bonne condition mais que la dernière côte était de trop pour lui,. Alessandro Pittin est déçu d'avoir laissé échapper le podium en fin de course,.

## Podium
| Épreuve                             | Or           | Or            | Argent       | Argent | Bronze      | Bronze |
| ----------------------------------- | ------------ | ------------- | ------------ | ------ | ----------- | ------ |
| Tremplin normal résultats détaillés | Eric Frenzel | 23 min 50 s 2 | Akito Watabe | +4 s 2 | Magnus Krog | +8 s 1 |

## Résultats
Le tableau ci-dessous montre les résultats de la compétition avec le nom des participants, leur pays, leur classement, les temps dans l'épreuve de fond, la longueur de leurs sauts et les points qu'ils ont remporté dans les deux épreuves,.
| Rang                                | Athlète             | Nationalité        | Distance (m) | Points | Retard au départ | Temps du ski de fond | Rang au ski de fond | Écart         |
| ----------------------------------- | ------------------- | ------------------ | ------------ | ------ | ---------------- | -------------------- | ------------------- | ------------- |
| Médaille d'or, Jeux olympiques      | Eric Frenzel        | Allemagne          | 103,0        | 131,5  | 0 min 00 s       | 23 min 50 s 2        | 12                  | —             |
| Médaille d'argent, Jeux olympiques  | Akito Watabe        | Japon              | 100,5        | 130,0  | 0 min 06 s       | 23 min 48 s 4        | 10                  | +4 s 2        |
| Médaille de bronze, Jeux olympiques | Magnus Krog         | Norvège            | 97,0         | 115,8  | 1 min 03 s       | 22 min 55 s 3        | 2                   | +8 s 1        |
| 4                                   | Alessandro Pittin   | Italie             | 94,5         | 113,4  | 1 min 12 s       | 22 min 47 s 5        | 1                   | +9 s 3        |
| 5                                   | Magnus Moan         | Norvège            | 99,5         | 119,4  | 0 min 48 s       | 23 min 14 s 9        | 4                   | +12 s 7       |
| 6                                   | Johannes Rydzek     | Allemagne          | 98,0         | 121,2  | 0 min 41 s       | 23 min 26 s 5        | 8                   | +17 s 3       |
| 7                                   | Lukas Runggaldier   | Italie             | 97,0         | 115,7  | 1 min 03 s       | 23 min 06 s 9        | 3                   | +19 s 7       |
| 8                                   | Fabian Riessle      | Allemagne          | 95,5         | 116,5  | 1 min 00 s       | 23 min 19 s 6        | 6                   | +29 s 4       |
| 9                                   | Tino Edelmann       | Allemagne          | 98,0         | 124,0  | 0 min 30 s       | 23 min 57 s 2        | 16                  | +37 s 0       |
| 10                                  | Håvard Klemetsen    | Norvège            | 99,0         | 122,7  | 0 min 35 s       | 23 min 53 s 4        | 14                  | +38 s 2       |
| 11                                  | Christoph Bieler    | Autriche           | 98,5         | 121,9  | 0 min 38 s       | 23 min 52 s 4        | 13                  | +40 s 2       |
| 12                                  | Lukas Klapfer       | Autriche           | 99,0         | 124,0  | 0 min 30 s       | 24 min 24 s 5        | 26                  | +1 min 04 s 3 |
| 13                                  | Mikko Kokslien      | Norvège            | 93,0         | 107,3  | 1 min 37 s       | 23 min 19 s 5        | 5                   | +1 min 06 s 3 |
| 14                                  | Armin Bauer         | Italie             | 92,5         | 107,3  | 1 min 37 s       | 23 min 19 s 7        | 7                   | +1 min 06 s 5 |
| 15                                  | Yoshito Watabe      | Japon              | 100,0        | 122,4  | 0 min 36 s       | 24 min 22 s 3        | 25                  | +1 min 08 s 1 |
| 16                                  | Ilkka Herola        | Finlande           | 94,0         | 111,9  | 1 min 18 s       | 23 min 41 s 9        | 9                   | +1 min 09 s 7 |
| 17                                  | Maxime Laheurte     | France             | 97,0         | 117,3  | 0 min 57 s       | 24 min 05 s 4        | 20                  | +1 min 12 s 2 |
| 18                                  | Mario Stecher       | Autriche           | 95,5         | 114,6  | 1 min 08 s       | 23 min 54 s 8        | 15                  | +1 min 12 s 6 |
| 19                                  | Wilhelm Denifl      | Autriche           | 97,0         | 117,6  | 0 min 56 s       | 24 min 10 s 4        | 24                  | +1 min 16 s 2 |
| 20                                  | François Braud      | France             | 95,0         | 113,5  | 1 min 12 s       | 23 min 57 s 3        | 17                  | +1 min 19 s 1 |
| 21                                  | Marjan Jelenko      | Slovénie           | 99,0         | 123,9  | 0 min 30 s       | 24 min 53 s 2        | 32                  | +1 min 33 s 0 |
| 22                                  | Hideaki Nagai       | Japon              | 97,0         | 119,6  | 0 min 48 s       | 24 min 42 s 1        | 30                  | +1 min 39 s 9 |
| 23                                  | Pavel Churavý       | République tchèque | 96,5         | 114,9  | 1 min 06 s       | 24 min 26 s 1        | 27                  | +1 min 41 s 9 |
| 24                                  | Bill Demong         | États-Unis         | 92,5         | 108,2  | 1 min 33 s       | 24 min 06 s 8        | 21                  | +1 min 49 s 6 |
| 25                                  | Tomáš Slavík        | République tchèque | 94,0         | 108,1  | 1 min 34 s       | 24 min 09 s 4        | 22                  | +1 min 53 s 2 |
| 26                                  | Bryan Fletcher      | États-Unis         | 90,5         | 105,6  | 1 min 44 s       | 24 min 01 s 7        | 19                  | +1 min 55 s 5 |
| 27                                  | Tim Hug             | Suisse             | 91,5         | 106,5  | 1 min 40 s       | 24 min 09 s 4        | 23                  | +1 min 59 s 2 |
| 28                                  | Sébastien Lacroix   | France             | 94,5         | 112,0  | 1 min 18 s       | 24 min 40 s 2        | 29                  | +2 min 08 s 0 |
| 29                                  | Miroslav Dvořák     | République tchèque | 89,5         | 101,8  | 1 min 59 s       | 23 min 59 s 6        | 18                  | +2 min 08 s 4 |
| 30                                  | Samuel Costa        | Italie             | 91,0         | 106,1  | 1 min 42 s       | 24 min 31 s 2        | 28                  | +2 min 23 s 0 |
| 31                                  | Taihei Katō         | Japon              | 100,0        | 124,1  | 0 min 30 s       | 25 min 45 s 0        | 39                  | +2 min 24 s 8 |
| 32                                  | Tomáš Portyk        | République tchèque | 97,5         | 119,8  | 0 min 47 s       | 25 min 30 s 2        | 36                  | +2 min 27 s 0 |
| 33                                  | Taylor Fletcher     | États-Unis         | 85,5         | 92,9   | 2 min 34 s       | 23 min 48 s 9        | 11                  | +2 min 32 s 7 |
| 34                                  | Gašper Berlot       | Slovénie           | 92,5         | 106,3  | 1 min 41 s       | 24 min 44 s 9        | 31                  | +2 min 35 s 7 |
| 35                                  | Jason Lamy-Chappuis | France             | 98,5         | 123,7  | 0 min 31 s       | 25 min 56 s 7        | 41                  | +2 min 37 s 5 |
| 36                                  | Janne Ryynänen      | Finlande           | 93,5         | 108,2  | 1 min 33 s       | 25 min 01 s 0        | 33                  | +2 min 43 s 8 |
| 37                                  | Mitja Oranič        | Slovénie           | 93,5         | 109,2  | 1 min 29 s       | 25 min 17 s 4        | 34                  | +2 min 56 s 2 |
| 38                                  | Eetu Vähäsöyrinki   | Finlande           | 94,5         | 112,4  | 1 min 16 s       | 25 min 32 s 7        | 38                  | +2 min 58 s 5 |
| 39                                  | Adam Cieślar        | Pologne            | 90,5         | 104,1  | 1 min 50 s       | 25 min 18 s 7        | 35                  | +3 min 18 s 5 |
| 40                                  | Mikke Leinonen      | Finlande           | 92,0         | 106,7  | 1 min 39 s       | 25 min 30 s 3        | 37                  | +3 min 19 s 1 |
| 41                                  | Kristjan Ilves      | Estonie            | 97,5         | 117,3  | 0 min 57 s       | 26 min 26 s 8        | 44                  | +3 min 33 s 6 |
| 42                                  | Viktor Pasichnyk    | Ukraine            | 95,0         | 112,1  | 1 min 18 s       | 26 min 13 s 5        | 42                  | +3 min 41 s 3 |
| 43                                  | Han Hendrik Piho    | Estonie            | 90,5         | 102,8  | 1 min 55 s       | 25 min 47 s 4        | 40                  | +3 min 52 s 2 |
| 44                                  | Karl-August Tiirmaa | Estonie            | 89,5         | 99,9   | 2 min 06 s       | 26 min 23 s 2        | 43                  | +4 min 39 s 0 |
| 45                                  | Evgeniy Klimov      | Russie             | 99,0         | 124,7  | 0 min 27 s       | 28 min 04 s 0        | 45                  | +4 min 40 s 8 |
| -                                   | Todd Lodwick        | États-Unis         | 92,5         | 108,0  | 1 min 34 s       | Non partant          | Non partant         | Non partant   |